# Lornoar
 (avril 2023).
Lornoar, de son vrai nom Berthe Lebah Etono, est une auteure compositrice et interprète camerounaise. Elle est révélée lors du festival international des voix de femmes Massao en 2010 et remporte en 2019 le prix Tanit d’Or de la compétition officielle des Journées Musicales de Carthage. Elle a son actif deux albums studio.

## Biographie

### Débuts
Lornoar est née au Cameroun. Elle est originaire du département de la lékié. La Lékié est un département de la région du Centre du (Cameroun). Dès l'âge de 8 ans, sa mère remarque qu'elle a une prédisposition pour les métiers de l'art. C'est ainsi qu'en 2007 elle se lance dans la musique comme chanteuse en faisant ses classes dans les cabarets. Elle intègre un orchestre national qui lui donne l'opportunité de tourner dans le pays et d’accompagner la plupart des artistes camerounais en spectacle.

### Carrière

#### 2010 - 2015
En 2010, elle participe à l’édition du festival international des voix de femmes Massao à Douala dédiée à Myriam Makeba où elle remporte le Premier prix révélation Massao, et sort en 2011, son tout premier album.
En 2014, elle est invitée aux États-Unis où elle se produit avec grand succès à New York dans des clubs de Harlem et Greenwich Village notamment. Elle rencontre le bassiste d’origine camerounaise Francis Mbappe et le percussionniste Bashiri Johnson avec lesquels elle enregistre son second album, des titres en Eton, mais aussi en anglais, et deux clips : Moment in the sun avec la vedette de hip-hop Freedom Williams et Asuje.
En décembre 2014, elle est invitée à se produire à l’Assemblée Générale des Nations Unies à New York, pour la cérémonie de lancement de la Décennie internationale des personnes d’origine africaine. Elle y a interprété en langue eton, un titre qu’elle a composé pour l’occasion. Elle séjourne aux États-Unis en 2015 pour la promotion de son album. 

#### 2016 - 2018
En 2016, elle participe au festival Visa for Music à Rabat au Maroc, et à la fin de l'année, l’Organisation Internationale de la Francophonie indique qu'elle représentera son pays le Cameroun à la huitième édition des Jeux de la Francophonie à Abidjan en Côte d’Ivoire.
En mars 2017, elle se produit en ouverture du salon international des voix de fame à l'institut français de Douala, et en juillet de la même année, au palais de la culture d’Abidjan, elle preste à l‘occasion des huitièmes jeux de la francophonie.
Retenue pour la dixième édition du marché des arts du spectacle Africain, elle y donne, en mars 2018, trois concerts avant de s'envoler pour la Chine. Le mois suivant, en avril 2018, elle ouvre le Festival natural jazz à Santa Cruz Tenerife Îles Canaries et fait partie de la sélection officielle du marché des arts performatifs de l’atlantique sud Tenerife juillet 2018.  
En novembre 2018, à Rabat au Maroc Lornoar participe à la cinquième édition de visa for music.

#### 2019 - 2023
Lornoar participe en 2019 à la nuit du ramadan au Maroc. En mars 2020  elle revient au Cameroun pour un concert à l'institut français de Yaoundé. Et depuis, elle va de scène en scène pour promouvoir ses projets à travers le monde.

## Discographie

### Albums
- 2011: Lornoar.
- 2015: 100%.

### Singles
- 2011: Ngwan Minyong
- 2015: Moment In The Sun
- 2018: Cosmo
- 2019: Hello Hello
- 2020: Façon Là
- 2022: Wulu Minam
- 2023: Asudje

## Prix et distinctions
- 2010: Révélation Massao
- 2019: Premier prix Tanit d’Or[11] de la compétition officielle des Journées Musicales de Carthage à Tunis.